# Shushicë (Elbasan)
Shushicë es una localidad albanesa del condado de Elbasan. Se encuentra situada en el centro del país y desde 2015 está constituida como una unidad administrativa del municipio de Elbasan. A finales de 2011, el territorio de la actual unidad administrativa tenía 8731 habitantes.
La unidad administrativa incluye los pueblos de Shushicë, Shelcan, Mlize, Hajdaran, Fush-Bull, Vasjan, Polis i Vogël, Polis Vale y Vreshtaj.
Se ubica unos 5 km al este de la capital municipal Elbasan.
El monumento más destacado de su territorio es la iglesia de San Nicolás del pueblo de Shelcan, declarada Monumento Cultural de Albania en 1948 y cuyo interior está cubierto por frescos de Onufri.